# Mikuleč
Mikuleč (en allemand : Nikl) est une commune du district de Svitavy, dans la région de Pardubice, en République tchèque. Sa population s'élevait à 268 habitants en 2024.

## Géographie
Mikuleč se trouve à 7 km au nord-ouest de Svitavy, à 53 km au sud-est de Pardubice et à 146 km à l'est-sud-est de Prague.
La commune est limitée par Janov au nord, par Opatov et Opatovec à l'est, par Kukle au sud, et par Čistá à l'ouest.

## Histoire
La première mention écrite du village date de 1347.

## Galerie

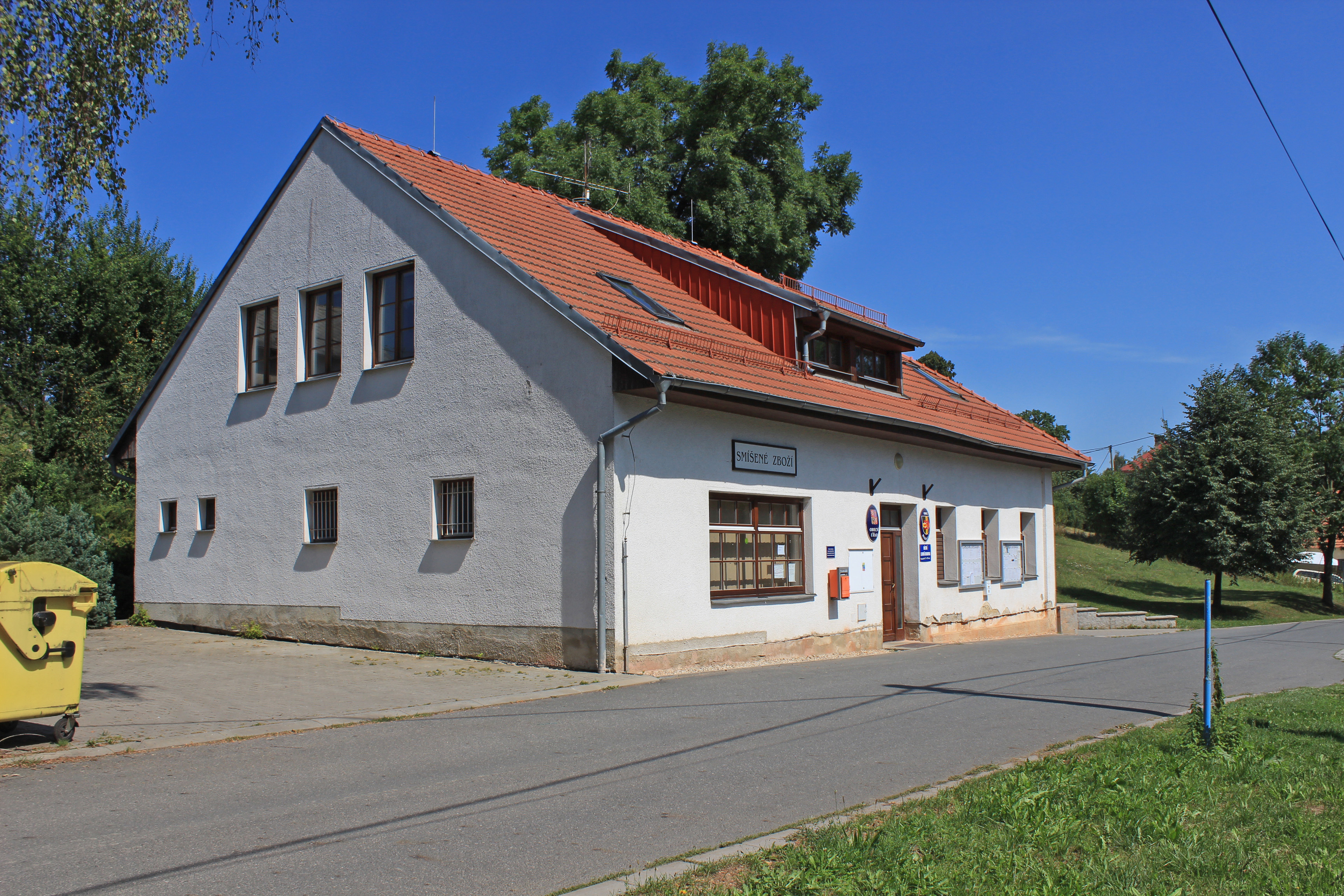
Mikuleč ávka : la mairie.
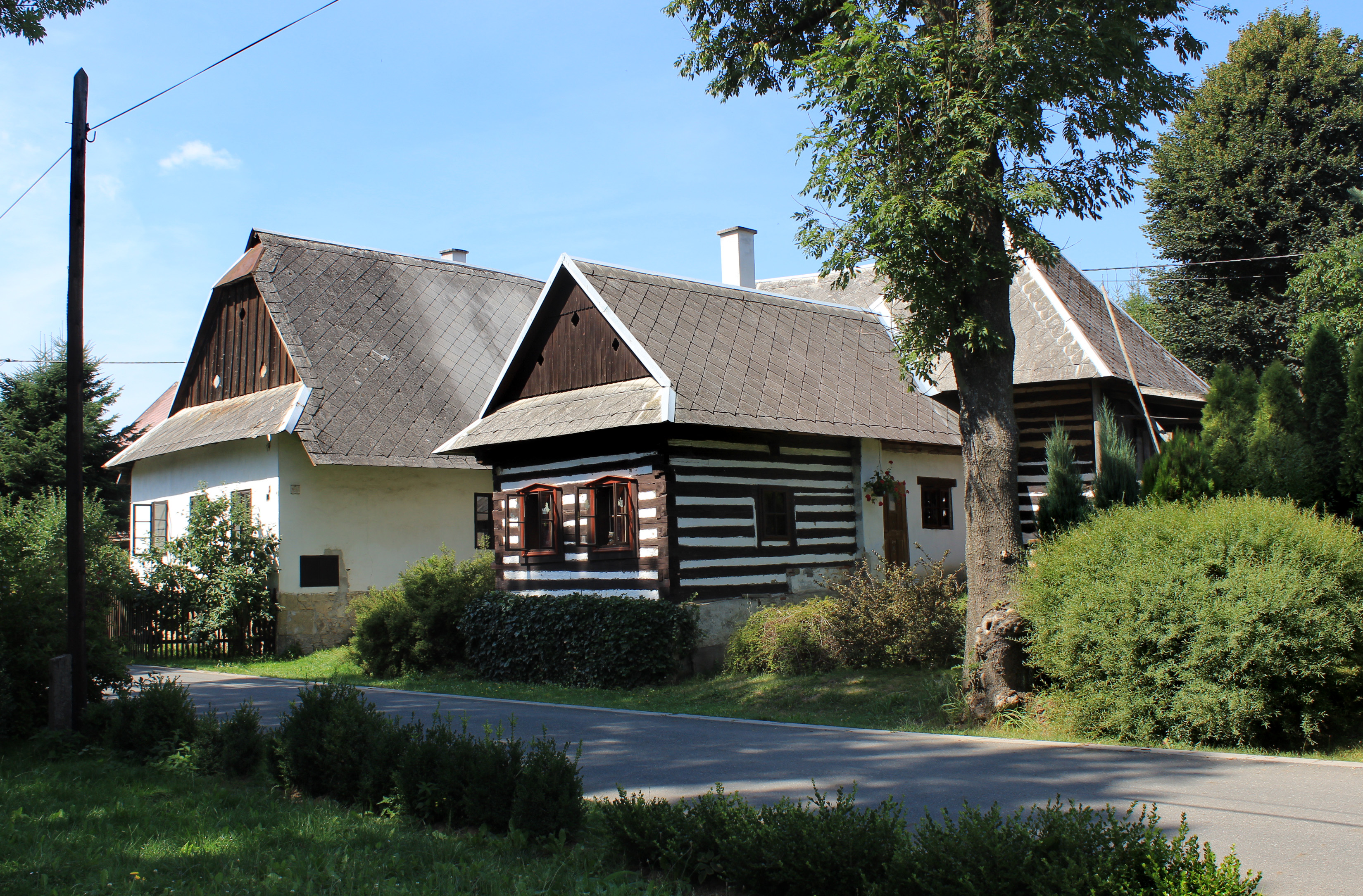
Anciennes maisons.

## Transports
Par la route, Mikuleč se trouve à 7,5 km de Svitavy, à 61 km de Pardubice et à 174 km de Prague. 